# Herpes labial

L'herpes labial és un tipus d'herpes simple

L'herpes labial, popularment conegut també com a pansa, és una infecció vírica produïda als llavis o molt a prop de la boca a causa del virus de l'herpes simple. És provocat pels nervis que arriben a la cara, i concretament a la zona on apareixen les vesícules. No té cura i cal esperar que la malaltia segueixi el seu procés normal, però hi ha tractaments per prevenir-lo i alleujar els símptomes.
Es produeix per una reactivació d'un virus que tenim latent al cos, i que es pot reactivar per una baixada de defenses o per exposició solar, entre altres coses. El primer símptoma és una sensació de tibantor, inflamació i calor. Ràpidament la zona s'infla, pren un color groguenc i s'omple de petites vesícules plenes de líquid, que cal no trencar. En un o dos dies, les vesícules s'assequen i prenen forma de crostes, que poden causar formigueig, picor o dolor i que romanen durant una o dues setmanes. Aquest temps, però, pot ser més llarg si, per la situació on es troba l'herpes, en moure els llavis aquestes crostes es trenquen.
No s'ha de confondre amb l'herpes zòster, provocat per un virus diferent però amb etiologia similar.